# Калмашево (Башкортостан)
Калмашево (баш. Ҡалмаш) — село в Чишминском районе Республики Башкортостан Российской Федерации. Входит в состав Еремеевского сельсовета.
Возле села начинается р. Калмашка, приток Дёмы.

## География

### Географическое положение
Расстояние до:
- районного центра (Чишмы): 15 км,
- центра сельсовета (Еремеево): 10 км,
- ближайшей ж/д станции (Чишмы): 15 км.

## Население
| 2002 | 2009 | 2010 |
| ---- | ---- | ---- |
| 721  | ↗736 | ↘686 |

Национальный состав
Согласно переписи 2002 года, преобладающая национальность — татары (97 %).

## Религия
В селе есть мечеть «Ан-Нур».